# William Earle Welby (1er baronnet)
William Earle Welby, 1er baronnet (vers 1734 - 6 novembre 1815) est un propriétaire foncier britannique, baronnet et député de Grantham de 1802 à 1806. Il est également haut shérif du Lincolnshire de 1796 à 1797.

## Jeunesse
William Earle Welby est baptisé le 22 août 1734 à Denton dans le Lincolnshire. Il est le fils unique de William Welby de Denton et sa femme, Catherine, fille de James Cholmeley d'Easton et de sa femme Catherine Woodfine. L'aîné Welby est colonel dans la milice du Lincolnshire et shérif du Lincolnshire en 1746.
Le jeune Welby fait d'abord ses études à Eton, avant d'être admis au Clare College de Cambridge en 1753, puis au Middle Temple en 1756.

## Famille
Welby se marie deux fois. Il épouse Penelope Glynne, la fille de John Glynne (6e baronnet) (en), et sa femme Honora Conway, fille et cohéritière de Henry Conway. Avec elle, il a un fils et une fille qui arrivent jusqu'à l'âge adulte et, selon le Baronetage d'Angleterre de Collin, deux autres enfants qui sont morts en bas âge :
- William Earle Welby (2e baronnet) (en) (1768–1852), qui succède à son père comme baronnet[6].
- Penelope Welby (décédée en 1792). Elle épouse, comme sa première épouse, Thomas Northmore (en), de Cleve, Dévon. Il est né en 1766 et mort en 1851. Elle meurt le 7 novembre 1792. Ensemble, ils ont un enfant, Thomas Welby Northmore (1791–1829) qui épouse Katherine Welby, fille de William Earle Welby, 2e baronnet[7].

Il se remarie à Elizabeth Cope, fille et héritière de Robert Cope de Spondon ; ensemble, ils ont plusieurs filles, décédées célibataires, Catherine Welby (1776–1849), Elizabeth Welby (1782–1862), Eleanora Charlotte Welby (1783–1855), Maria Rebecca Welby (né en 1788)  et Selina Charlotte Welby (décédée jeune, avant 1806), et les autres enfants suivants :
- Thomas Earle Welby (décédé en 1838). Admis à l'Emmanuel College de Cambridge en 1793, il est ensuite admis au Middle Temple en 1795. Il est mort célibataire [11]
- Charles Cope Earle Welby (1777–1846). Il fait ses études à l'Emmanuel College de Cambridge, où il est admis en 1793. Il est ensuite admis au Middle Temple en 1795. Il est mort célibataire [12].
- Montague Earle Welby (vers 1778–1871). Formé à Emmanuel College, Cambridge (immatriculé 1797; BA 1801). Ordonné diacre en 1802 et prêtre en 1803; il est recteur de Long Bennington, Lincolnshire (1808–1849) et de Newton Harcourt, Leicestershire (1802–1847). Il est mort célibataire[13].
- Richard Earle Welby (1779–1834). Il fait ses études à l'Emmanuel College de Cambridge, où il est admis en 1797. Cornet chez les life guards ; lieutenant 1802 ; capitaine 1806. Marié en 1812 avec Catherine Judd, veuve d'Henry Penton (1736–1812), député de Winchester[14]
- John Earle Welby, juge de paix (1786-1867). Il est admis à l'Emmanuel College, Cambridge, en 1806, BA en 1811 et MA en 1814. Il est ensuite admis au Lincoln's Inn en 1805. Vicaire de Keddington, 1812–16 ; recteur de Haceby et Sapperton, 1813–16 ; de West Allington, 1814-1867; de Stroxton, 1816-1867 ; de Harston, 1816-1867. Il épouse, en 1819, Felicia Eliza Hole, fille d'Humphrey Aram Hole et sa femme Sarah Horne, fille du Dr George Horne, évêque de Norwich. Avec sa femme, il a sept enfants, dont Reginald Welby (1er baron Welby), secrétaire permanent au Trésor[15].

## Carrière publique
La famille Welby fait partie de la petite noblesse terrienne du Lincolnshire au milieu du XVIIIe siècle. Welby lui-même est seigneur du manoir de Denton, près de Grantham . À la fin des années 1760, Welby entre dans les cercles de la haute société, épousant la fille de Sir John Glynne, issue d'une ancienne famille de propriétaires terriens, les baronnets de Glynne. L'année suivant son mariage, lui et sa femme sont peints par le portraitiste à la mode Francis Cotes ; le tableau est décrit comme l'un des chefs-d'œuvre de Cotes lorsqu'il est vendu en 2012 par la maison de vente aux enchères Christies pour 457 000 £. Les vingt années suivantes de sa vie ne sont pas consacrées à des fonctions publiques, même si, en tant que seigneur du manoir, il aurait été concerné par la gestion de ses domaines. Après la mort de sa première femme en 1777, Welby se remarie avec une héritière, complétant sa fortune ; en effet, il peut envoyer tous ses fils issus de ce mariage à l'université de Cambridge.
Sa première entrée en fonction officielle a lieu en 1796-1797, lorsqu'il est haut shérif du Lincolnshire (suivi par John Cracroft ), et entre au Parlement six ans plus tard. Pendant ce temps, il est créé baronnet, en 1801 . Son entrée à la Chambre a lieu en 1802, lorsque le duc de Rutland et Lord Brownlow, qui sont les principaux propriétaires fonciers autour de Grantham, résistent aux tentatives de Sir William Manners, pour acheter l'arrondissement et s'établir comme son député. Bien que Welby prétende être indépendant de tout clientélisme, il représente essentiellement les nobles de l'arrondissement opposés à Manners et est donc soutenu par Rutland et Brownlow. Malgré les efforts de Manners, Welby termine deuxième avec 434 voix.
En tant que député, Welby est en grande partie silencieux et n'est pas connu pour avoir prononcé des discours à la Chambre. Il soutient Addington puis Pitt, bien qu'il semble être un votant peu fréquent et que sa loyauté envers le gouvernement ne pouvait pas être facilement comptée. Il vote contre la censure de Lord Melville en 1805. En 1806, après avoir exercé un mandat de quatre ans, Welby ne se représente pas.
Il reste hors de la fonction publique jusqu'à sa mort en 1815, âgé d'environ 82 ans. Il est remplacé dans ses titres par son fils aîné.